# Смртоносна инјекција
Смртоносна инекција је средство за извршење смртне казне, које подразумева убризгавање извесне дозе отрова (најчешће барбитурата) у тело осуђеника са сврхом да га усмрте. Смртоносна инјекција је стекла популарност у 20. веку као облик усмрћивања намењен да замени старе методе које су сматране мање хуманим. 
Концепт тровања инјекцијом, као средство усмрћивања, први пут је 1888. године предложио Џулијус Маунт Блејер (енгл. Julius Mount Bleyer) Њујоршки доктор који је сматрао да је то јефтинији и хуманији начин извршења смртне казне од дотадашњих. Међутим, његова идеја тада није прихваћена. Британска Краљевска комисија за смртну казну (1949-1953) је такође разматрала смртоносну инјекцију, али је на крају и тај предлог био одбачен због великог јавног притиска од стране Британског медицинског удружења.
1997. године, медицински истраживач из Оклахоме (САД), Џеј Чепмен (енгл. Jaz Chapman) је предложио хуманији начин погубљивања, познатији као Чепменов протокол: „ У руку оптуженог ће се интравенозно убризгати раствор воде и соли, заједно са барбитурном киселином и хемијским паралитиком, који имају изузетно брзо деловање.“ Након одобрења анестезиолога Стенлија Дојча (енгл. Stanley Deutsch), свештеник Бил Вајзмен (енгл. Bill Wiseman) је изнео предлог законодавству Оклахоме, где је он недуго затим усвојен.
7. децембра 1982. године Тексас (САД) је постао прва држава која је користила смртоносну инјекцију, приликом погубљења Чарлса Брукса Јуниора (енгл. Charles Brooks Jr). Народна Република Кина је почела да користи овај метод 1997. године, Гватемала 1998, Филипини 1999, Тајланд 2003, и Тајван 2005. Смртоносна инјекција се користила у Немачкој за време нацизма и то са састојцима који се разликују од стандардних који се користе за извршење овог вида погубљења, на тај начин су се усмрћивали људи који по нацистичкој идеологији нису били достојни живота.
Исти отров као и за смртоносну инјекцију се такође користи у државама где је дозвољена еутаназија, да би се олакшала смрт пацијентима са болестима које имају смртоносан исход и хронично стање болова.

## Хемикалије који се користе приликом извршења
Постоје три хемикалије која се стандардно користе у смртоносној инјекцији: натријум тиопентал, анестетик који изазива несвестицу; панкурониум бромид, који изазива парализу мишића и затварање респираторних путева; и калијум хлорид који зауставља рад срца.
Натријум тиопентал је облик барбитурне киселине који брзо делује и често се користи за анестезију или да се изазове коматозно стање. Стандардна доза је 3-5 mg/kg, а за осуђенике који теже више од 91  користи се доза од 300 mg. Губитак свести настаје након 30-45 секунди уз стандардну дозу, док уз дозу од 5 g (доза која је 14 пута већа од стандардне) до губитка свести долази у року од 10 секунди. Тиопентал долази до мозга у року од неколико секунди, и у тренутку када се нађе на површини мозга његова концентрација је 60% од укупне дозе. У том тренутку осуђени је већ у несвести. Између 5 и 25 минута од убризгавања концентрација тиопентала у мозгу спадне 15% од укупне дозе, јер се хемикалија шири на остале органе.
Панкуронијум бромид је не-деполаризована супстанца за опуштање мишића која спречава да неуротрансмитер ацетилхолин преноси сигнале преко неуромускуларне синапсе, и на тај начин се онемогућава контракција мишића. Стандардна доза Панкуронијум бромида је 0,2 mg/kg, а за осуђенике који теже више од 91  користи се доза од 18 mg. Са дозом од 100 mg парализа настаје у року од 15-30 секунди И траје од 4 до 8 сати. Парализа респираторних путева доводи до смрти у знатно краћем року.
Калијум хлорид утиче на проводљивост срчаног мишића. Повишена количина калијума изазива повећање електричног потенцијала срчаног мишића, услед чега срчане ћелије не генеришу импулсе који воде контракцијама и срце стаје. Осуђеник умире брзо, у року од неколико секунди, а стандардна доза је 100 mEg (милиеквивалената).